# Albert Adamkiewicz

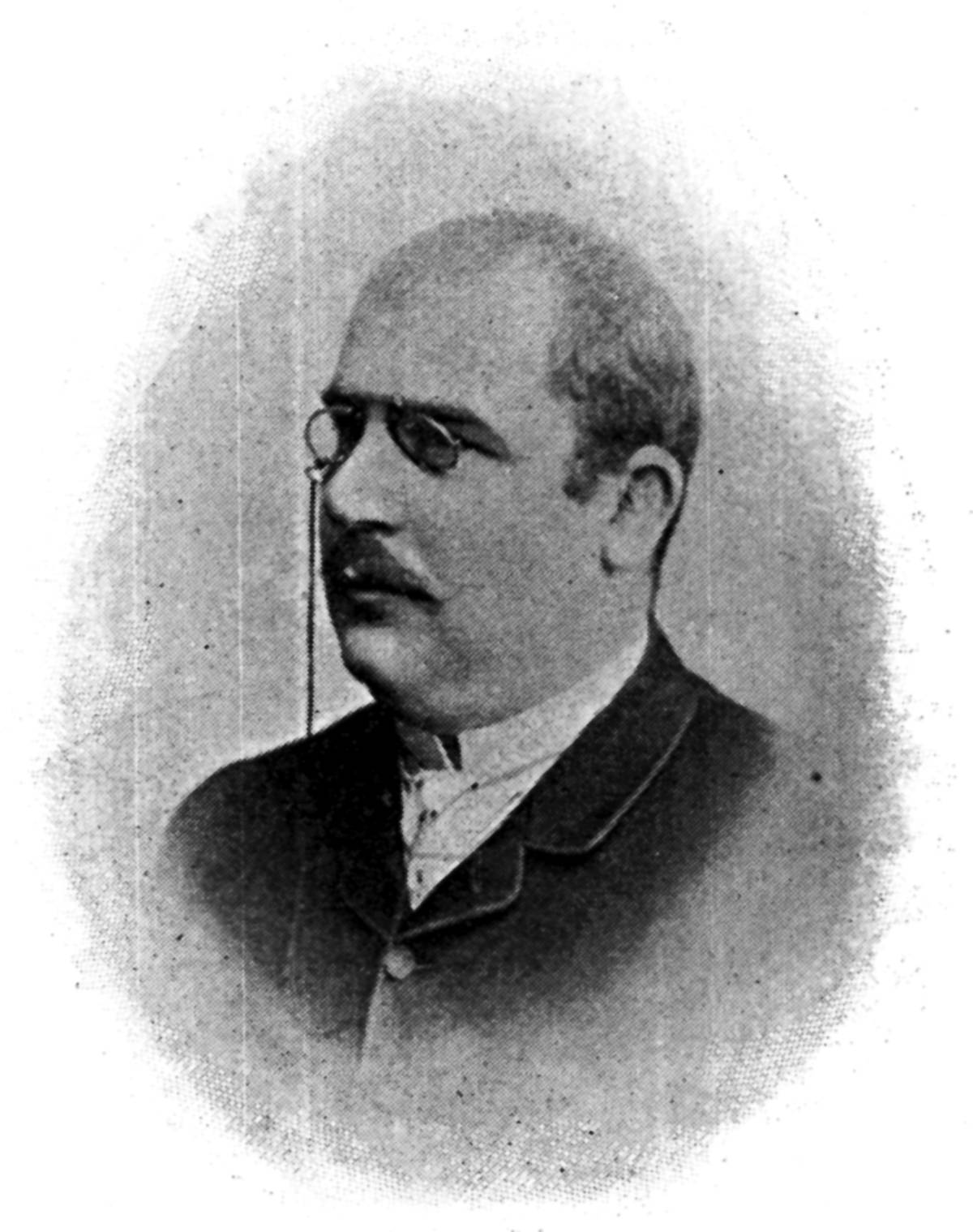
Albert Adamkiewicz

Albert Wojciech Adamkiewicz (* 11. August 1850 in Żerków (Powiat Jarociński); † 31. Oktober 1921 in Wien) war ein polnischer Arzt, Pathologe, Neurologe und Neuroanatom.

## Leben
Albert Adamkiewicz war Sohn des Arztes Adolf Adamkiewicz. Er besuchte die Mittelschulen in Bydgoszcz (Bromberg) und Kętrzyn (Rastenburg).
Er studierte seit 1868 Medizin an der Albertus-Universität Königsberg, setzte das Studium in Breslau fort, unterbrach das Studium wegen des Deutsch-Französischen Krieges und setzte es in Würzburg fort. Ebenda als Student des 3. Studienjahres stellte er eine Abhandlung über mechanische Apparate zur Stillung der Blutungen vor, die ihm den 1. Preis in einem Wettbewerb und den Doktortitel brachte. Als hervorragender Student wurde er Assistent der Professoren Rudolf Heidenhain in Breslau und seit 1871 Friedrich Daniel von Recklinghausen an der Anatomopathologischen Fakultät der Universität Würzburg. Nach dem Studienabschluss in Würzburg kam Adamkiewicz erneut nach Breslau, um 1873 die übrigen Prüfungen abzulegen.
Im März 1873 wurde Adamkiewicz Assistent von Wilhelm von Wittich im Physiologischen Institut der Königsberger Universität. Zwei Jahre später wurde er zum Leiter des Laboratoriums der Fakultät der Inneren Medizin bei Bernhard Naunyn berufen. 1876 als Dozent der Pathophysiologie an der Königsberger Universität hielt er Vorlesungen über medizinische Diagnostik. Einige Monate später kam er nach Berlin, um die ihm angebotene Stelle an der Abteilung der Nervenkrankheiten des Charité-Krankenhauses bei Carl Friedrich Otto Westphal anzunehmen. 1879 bis 1892 leitete er die Fakultät der Allgemeinen und Experimentellen Pathologie an der Jagiellonischen Universität Krakau.
In den 1890er Jahren gab er bekannt, dass ein Parasit, Coccidium sarcolytus, Krebsgeschwüre verursacht und dass er dagegen ein Serum „Kankroin“ erfunden hat. Das erwies sich als falsch, Adamkiewicz wurde von Medizinern scharf kritisiert, verließ Krakau und kam nach Wien 1892, wo er sich 1893 emeritieren ließ und im Jüdischen Rothschild-Krankenhaus praktizierte.
1907 wurde vor dem Wiener Handelsgericht über eine Klage Adamkiewiczs gegen die Firma Merck in Darmstadt verhandelt. Adamkiewicz behauptete, die Firma habe den 1891 geschlossenen Vertrag über das Krebsheilmittel Cancroin 1896 rechtswidrig gekündigt. Louis Merck wies vor Gericht nach, dass er durch Cancroin geschäftliche Verluste erlitten hat. Zwei Professoren schrieben als Sachverständige in einem für das Gericht verfassten Gutachten, dass Cancroin kein Heilmittel gegen Krebs sei. Das Gericht wies die Klage Adamkiewiczs kostenpflichtig ab.
Adamkiewicz beschrieb die Gefäßversorgung des Rückenmarks. Nach ihm benannt ist die dabei beschriebene Adamkiewicz-Arterie (Arteria radicularis magna).

## Abhandlungen
- Die mechanischen Blutstillungsmittel bei verletzen Arterien von Paré bis auf die neueste Zeit. 1872.
- Die Natur und der Nährwert des Peptons. Berlin, 1877.
- Die Sekretion des Schweisses. Berlin, 1878.
- Die feineren Veränderungen in den degenerierten Hintersträngen eines Tabeskranken. Archiv für Psychiatrie und Nervenkrankheiten (1880)
- Die Lehre vom Hirndruck und die Pathologie der Hirnkompression. Sitzungsberichte der Kaiserlichen Akademie der Wissenschaften, Mathematisch-naturwissenschaftliche Classe 88 (1883)
- Der Blutkreislauf der Ganglienzelle. Berlin, 1886.
- Die degenerativen Krankheiten des Rückenmarkes. Stuttgart, 1888.
- Die Principien einer rationellen Behandlung der bösartigen Geschwülste (Krebse) und die Reaktionsfähigkeit derselben. Akademischer Anzeiger der Akademie der Wissenschaften in Wien XVI (1891)
- Die Arterien des verlängerten Markes vom Übergang bis zur Brücke. Denkschriften der Kaiserlichen Akademie der Wissenschaften. Mathematisch-Naturwissenschaftliche Classe 57, ss. 481–496 + 3 Tafel (1892)
- Die Reaktionen der Carcinome und deren Heilwert (1892)
- Über den Krebs. 1893.
- Tafeln zur Orientirung an der Gehirnoberfläche des lebenden Menschen (bei chirurgischen Operationen und klinischen Vorlesungen). 2. Aufl., Wien-Leipzig, 1894.
- Über den Krebsparasiten Coccidium sarkolytus. Wiener Medizinische Presse (1894)
- Die sogenannte Stauungspapille und ihre Bedeutung als eines Zeichens von gesteigerten Druck in der Höhle des Schädels. Zeitschrift für klinische Medizin 28 (1895)
- Über die sogenannte "Bahnung". Janus, Amsterdam, 1896.
- Zur Geschichte der Funktionen der Grosshirnrinde und der Vorstellungen vom Substrat der Seele. Janus, Amsterdam, 1896.
  - Zeitschrift für klinische Medizin, Berlin, 1898.
- Die Funktionsstörungen des Grosshirns. Hannover: Verlag von Adolf W. Köllner, 1898.
- Die Kreislaufstörungen in den Organen des Centralnervensystems. Berlin-Leipzig, 1899.
- Über das Unbewusste denken und das Gedankensehen (1904)
- Die Eigenkraft der Materie und das Denken im Weltall (1906)
- Zur Funktion der Schweißsekretion. Neurologisches Zentralblatt No 3, 123–124 (1907)
- Der Doppelmotor im Gehirn. Neurologisches Zentralblatt 15, 690–700 (1907)
- Beiträge zu Albert Eulenburgs Real-Encyclopädie der gesammten Heilkunde. Erste Auflage.
  - Band 8 (1881) (Digitalisat), S. 495–496: Magenirrigation
  - Band 10 (1882) (Digitalisat), S. 429–435: Pepsin; S. 435–442: Pepton
  - Band 12 (1882) (Digitalisat), S. 381–394: Schweiss
- Die Heilung des Krebses ohne Messer (1917)